# سیارک ۱۱۹۶۹
سیارک ۱۱۹۶۹ (به انگلیسی: 11969 Gay-Lussac، نامگذاری:1994PC37) یازده هزار و نهصد و شصت و نهمین سیارک کشف شده‌است که در ۱۰ اوت ۱۹۹۴ کشف شد.
قدر مطلق سیارک برابر ۱۴٫۰ است.